# Vincetoxicum woollsii
Vincetoxicum woollsii là một loài thực vật có hoa trong họ La bố ma. Loài này được (Benth.) Kuntze miêu tả khoa học đầu tiên năm 1891.